# Tuberolabium kotoense
Tuberolabium kotoense là một loài thực vật có hoa trong họ Lan. Loài này được Yamam. miêu tả khoa học đầu tiên năm 1924.